# Świecino
Świecino (kaszb. Swiecëno, niem. Schwetzin) – wieś kaszubska w Polsce, położona w województwie pomorskim na północnych obrzeżach kompleksu leśnego Puszczy Darżlubskiej, w powiecie puckim, w gminie Krokowa. W skład sołectwa Świecino wchodzi również osada Zielony Dół.
Wieś Klasztoru Cysterek w Żarnowcu w powiecie puckim województwa pomorskiego w II połowie XVI wieku.
W latach 1975–1998 miejscowość administracyjnie należała do województwa gdańskiego.
Świecino to zwarta, rolnicza wioska, położona na wysoczyźnie morenowej Kępy Starzyńskiej. Odległość ze Świecina do Wejherowa wynosi 17 km, a do Krokowy 7 km.

## Części wsi
| SIMC    | Nazwa  | Rodzaj    |
| ------- | ------ | --------- |
| 0165310 | Czechy | kolonia   |
| 0165304 | Sapała | część wsi |

## Historia
W XIII wieku wieś była folwarkiem Zakonu Cysterek w Żarnowcu. 17 września 1462 roku pod Świecinem rozegrała się bitwa między wojskiem polskim (pod dowództwem Piotra Dunina) a wojskami zakonu krzyżackiego, zakończona zwycięstwem Polaków. Bitwa ta przesądziła o przynależności Pomorza Wschodniego do Polski, która to przynależność została zatwierdzona w II pokoju toruńskim. Po kasacie zakonu w 1772 roku wieś przeszła na własność państwa pruskiego. W XIX wieku rozparcelowano ją.
Podczas zaboru pruskiego wieś nosiła nazwę niemiecką Schwetzin. Podczas okupacji niemieckiej nazwa Schwetzin w 1942 została przez nazistowskich propagandystów niemieckich (w ramach szerokiej akcji odkaszubiania i odpolszczania nazw niemieckiego lebensraumu) zweryfikowana jako zbyt kaszubska i przemianowana na nowo wymyśloną i bardziej niemiecką – Raueneck.
W Świecinie urodził się poeta kaszubski Alojzy Budzisz.

## Atrakcje
- Wzniesiony w 1962 roku pomnik upamiętniający bitwę wojsk polskich pod Świecinem w 1462[6].
- Wieś leży w pobliżu rezerwatu przyrody „Źródliska Czarnej Wody”.
- W pobliżu znajdują się głazy narzutowe Boża Stopka i Diabelski Kamień[6].
- Na południe od wsi znajduje się Jezioro Dobre.
- Rekonstrukcje bitwy pod Świecinem odbywające się w okresie letnim.